# Segunda guerra civil liberiana
La segunda guerra civil de Liberia comenzó en 1999 cuando un grupo rebelde apoyado por el gobierno de la vecina Guinea, los LURD de Sekou Conneh, invadió el norte liberiano.

## Desarrollo
En 1997, el pueblo liberiano eligió a Charles Taylor como presidente después de que él entró en la capital, Monrovia, por la fuerza. El malestar implícito manifestado durante finales de los años 1990 es emblemático en la decadencia económica nacional aguda y la venta frecuente de diamantes y madera a cambio de armas portátiles.
Tras las elecciones en las que Taylor fue elegido presidente se logró la desmovilización de los combatientes y la pacificación del país. Pero otros líderes fueron obligados a dejar el país, y algunas fuerzas de ULIMO reformadas como el LURD, que comenzó a luchar en el condado de Lofa con el objetivo de desestabilizar el gobierno y ganar el control de los campos de diamante locales, iniciando la guerra. Los años de enfrentamientos, conectados con el vuelo de la mayor parte de negocios, habían interrumpido la actividad económica formal.
A principios de 2003, un segundo grupo rebelde, el MODEL, al mando de Thomas Nimely, surgió en el sur, y entre junio y julio de ese año, el gobierno de Charles Ghankay Taylor sólo controlaba una tercera parte del país.
Entre el 14 de julio y el 18 de agosto el LURD sitio la capital, Monrovia, bajo control del gobierno. La batalla costó la vida de más de un millar de civiles solo terminó con la intervención de fuerzas internacionales que detuvieron los combates e iniciaron los procesos de paz.
La guerra terminó en octubre de 2003, cuando las Naciones Unidas y los militares estadounidenses intervinieron para parar el asedio mantenido por los rebeldes a Monrovia (18 de julio-14 de agosto de ese año) y desterrar a Charles Taylor a Nigeria. En 2005 se realizaron elecciones democráticas, las primeras desde 1980. La nueva presidenta, Ellen Johnson-Sirleaf, fue investida en su cargo en enero del año siguiente y el Gobierno de Transición Nacional de Liberia terminó su poder.

## Niños soldados

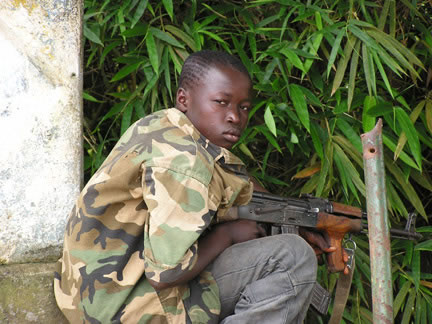
Soldado infantil LURD.

Tanto LURD como Charles Taylor hicieron un amplio uso de población infantil agrupada en el servicio militar como soldados o porteadores de municiones. El uso de niños soldados fue prolífico por ambas partes, independientemente de las prohibiciones de la práctica en la Convención de Ginebra. Los observadores de Human Rights Watch describieron en el asedio de Monrovia: <<muchos combatientes jóvenes disparando "juguetes brillantes" que no habían sido entrenados para usar>>.
Las drogas formaron parte integral de la cultura liberiana en tiempos de guerra. Los niños soldados y otros combatientes eran habitualmente adictos a la cocaína, el khat y otras drogas como medio de control. Varios señores de la guerra sintieron que la cocaína hacía que los soldados fueran más efectivos en la batalla.